# Lehren aus der krisenhaften Entwicklung

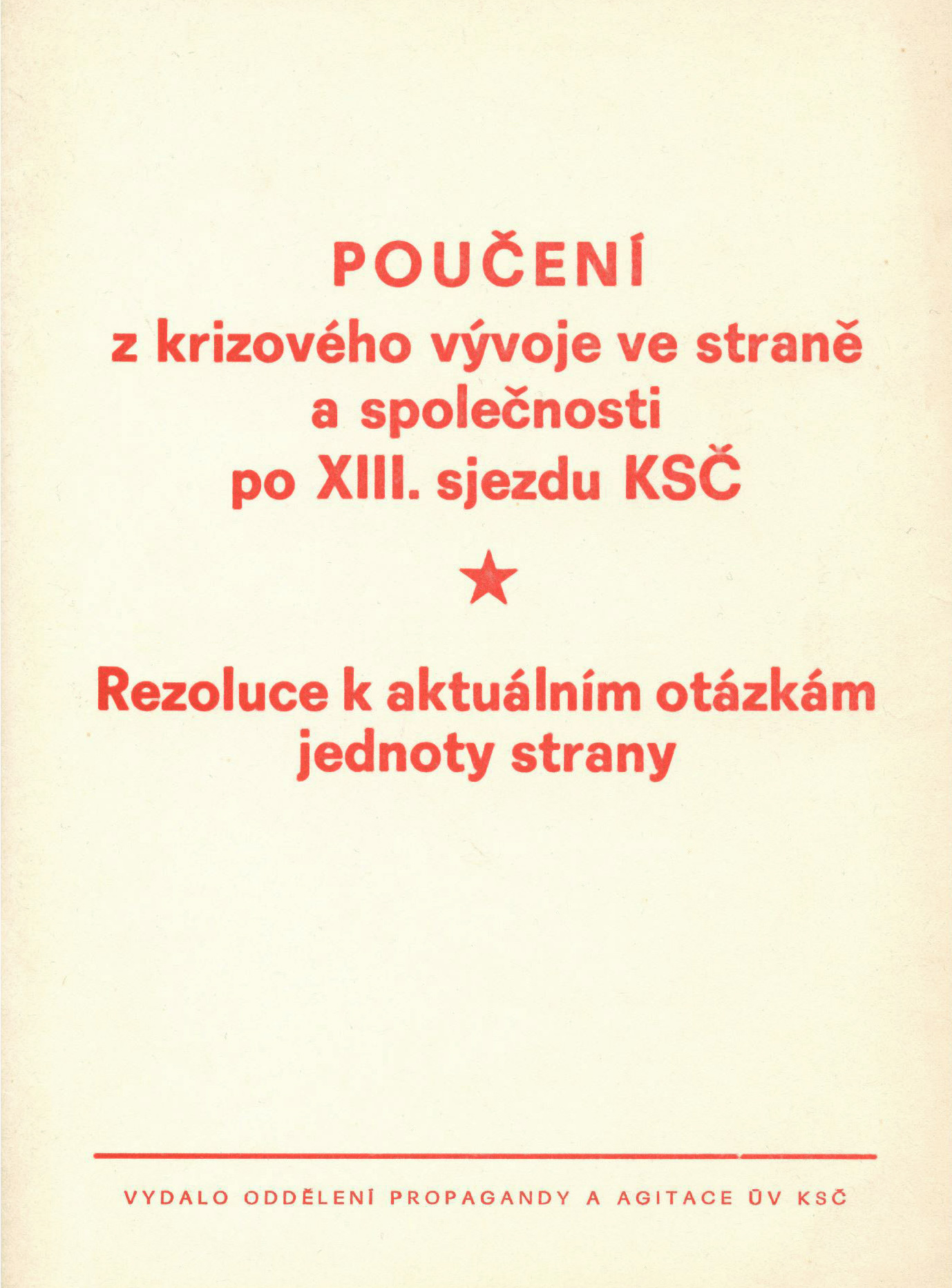
Titelseite des Dokuments, herausgegeben 1971 von der Abteilung für Propaganda und Agitation des Zentralkomitees der KSČ

Lehren aus der krisenhaften Entwicklung (tschechisch: Poučení z krizového vývoje), mit vollem Namen Lehren aus der krisenhaften Entwicklung in Partei und Gesellschaft nach dem XIII. Parteitag der KSČ (tschechisch: Poučení z krizového vývoje ve straně a společnosti po XIII. sjezdu KSČ), ist der Name des Dokuments, dem das Zentralkomitee der Kommunistischen Partei der Tschechoslowakei (KSČ) in seiner Sitzung am 11. Dezember 1970 zugestimmt hat. Das Dokument enthält die „politisch korrekte“ und für alle Bürger verbindliche Interpretation der Ereignisse des Prager Frühlings und der Invasion der Truppen des Warschauer Paktes. Es ist eines der wichtigsten und am weitesten verbreiteten Dokumente aus der Zeit der sogenannten Normalisierung und diente dem Regime bis zum Jahr 1989 als ein Hilfsmittel, um die Loyalität der Bürger zu prüfen.

## Inhalt und Bedeutung

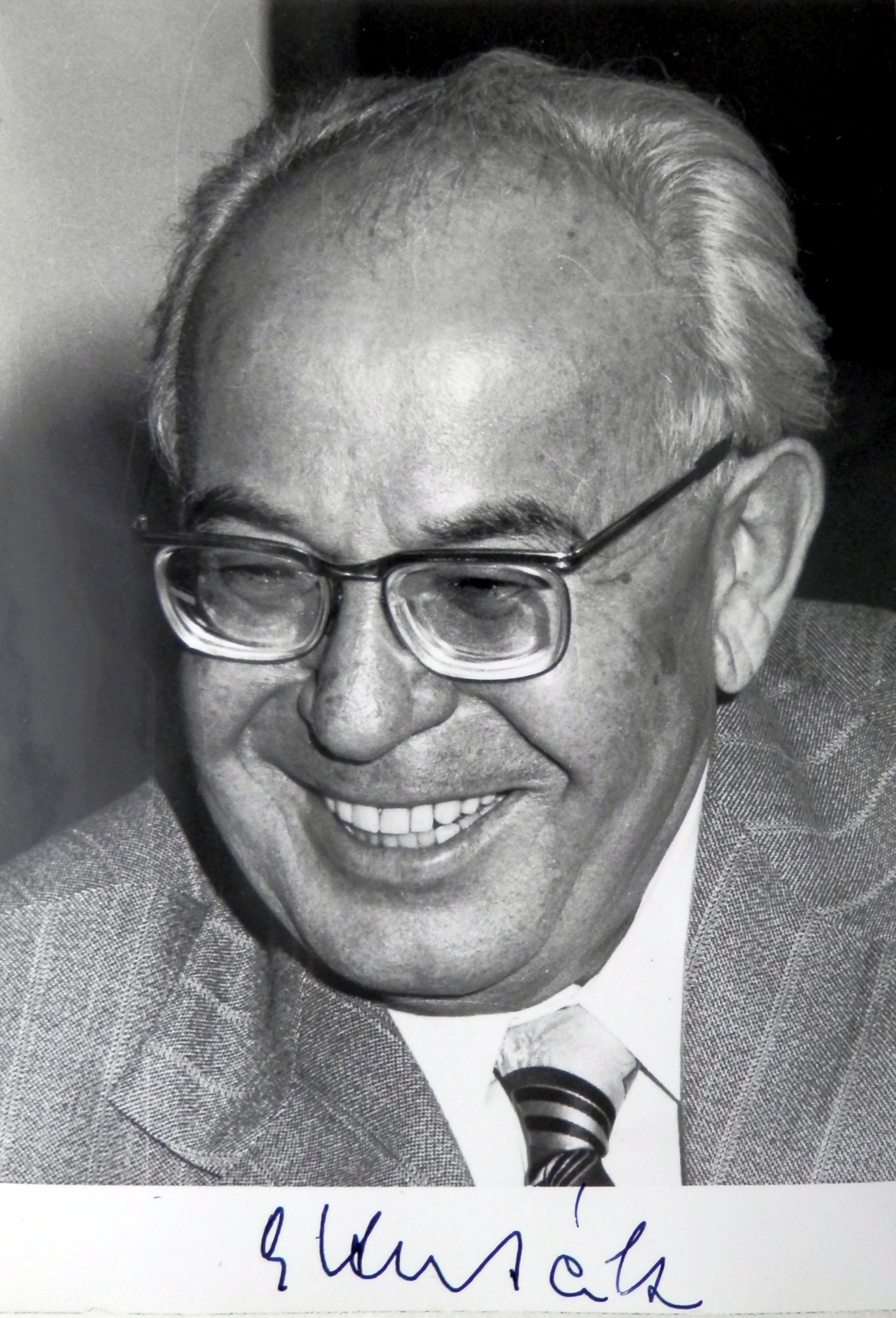
Gustáv Husák

Das Dokument beschäftigt sich mit der aus der Sicht der Kommunistischen Partei schwersten Bedrohung der Tschechoslowakei seit dem Ende des Zweiten Weltkrieges. Es postuliert, dass sich das Land ab Januar 1968 in einer „schweren Krise“ befunden habe und dass die Invasion der Staaten des Warschauer Paktes ein „Akt der internationalen Solidarität“ und eine „brüderliche Hilfe“ gegen das Bestreben „westlicher imperialistischer Kreise“, die Ergebnisse des Zweiten Weltkriegs zu revidieren, gewesen sei. Den Autoren zufolge drohte in der Tschechoslowakei ein „Blutvergießen“, und die „zugespitzte konterrevolutionäre Situation drohte, in einen Bürgerkrieg zu eskalieren“.
Das Ziel wird in der Einleitung so definiert: „Das Zentralkomitee der Kommunistischen Partei ist überzeugt, dass dieses Dokument eine Lehre für die Partei sein wird und dass es zu ihrer weiteren politisch-ideologischen und organisatorischen Vereinheitlichung, zur Stärkung ihres marxistisch-leninistischen Profils, zur Festigung ihrer Führungsrolle und zur erfolgreichen sozialistischen Entwicklung unserer gesamten Gesellschaft beitragen wird.“
Die Lehren aus der krisenhaften Entwicklung wurden etwa anderthalb Jahre, nachdem Gustáv Husák die Parteiführung übernommen und mit der Politik der sog. Normalisierung begonnen hatte, veröffentlicht. Die darin verwendete Interpretation des Prager Frühlings als „Konterrevolution“ entstand während der umfangreichen „Säuberungen“ der Kommunistischen Partei im Jahr 1970. Bei der „Liquidierung der rechten Elemente“ spielte der „gesunde marxistisch-leninistische Kern“ der Partei die Schlüsselrolle. Aus diesem rekrutierten sich Mitglieder der Prüfungskommissionen, denen alle Kommunisten ihre Parteiausweise vorzeigen mussten. Der Text bildete einen Kompromiss zwischen dem gemäßigten Husák-Flügel und dem durch Vasiľ Biľak repräsentierten radikalen prosowjetischen Flügel der Kommunistischen Partei. Die Verbindlichkeit des Dokumentes wurde auf dem XIV. Parteitag im Mai 1971 bestätigt.
Weitere „Säuberungen“ folgten in der Armee, den Medien, Wissenschaftsakademien, Hochschulen und vielen anderen Institutionen, ganze Hochschulinstitute wurden geschlossen. Auch in den Betrieben wurden Gesinnungsprüfungen angeordnet. Mitarbeiter in wichtigen Positionen mussten mit ihrer Unterschrift die Zustimmung zu den Lehren aus der krisenhaften Entwicklung erklären, sonst riskierten sie berufliche Nachteile, Verlust des Arbeitsplatzes, oder ihre Kinder durften keine höhere Schule besuchen. Die Lehren definierten die für alle Bürger einzig zulässige Art, wie man über die Ereignisse des Jahres 1968 reden durfte.
Den Text der Lehren hat die Partei massenhaft verbreitet. Das Dokument wurde 1970 z. B. als Beilage zur Parteizeitung Rudé právo und 1971 in hoher Auflage als eine Broschüre der Abteilung für Propaganda und Agitation des Zentralkomitees der KSČ (Oddělení propagandy a agitace ÚV KSČ) veröffentlicht. Parallel dazu wurden auch kommentierte Ausgaben für verschiedene gesellschaftliche Gruppen gedruckt. Für den Gebrauch in den Schulen wurde ein Begleitheft Wie man mit dem Text der Lehren arbeiten soll (Jak pracovat s textem Poučení) herausgegeben, der auch Kontrollfragen für die Schüler und eine Erklärung der Terminologie enthielt. Eine Frage lautete z. B. „Welche Absichten der Imperialisten wurden 1968 durch die internationale Hilfe der Bruderstaaten vereitelt?“ Vom Schüler wurde nicht erwartet, dass er sich mit dem Thema eigenständig befasst, sondern nur, dass er den auswendig gelernten Text reproduziert.
Die meisten Bürger identifizierten sich nicht mit den Aussagen der Lehren und akzeptierten die offiziellen Sprachregelungen nur zum Schein, um Repressalien des Staates zu entgehen. Die Lehren vertieften die innere Zerrissenheit der „normalisierten Gesellschaft“, den Widerspruch zwischen der eigenen oder familiären Erfahrung des Jahres 1968 und der offiziellen Interpretation. „Diese schizophrene Dualität war zweifellos eines der bestimmenden Merkmale des Alltags der normalisierten Gesellschaft“. Sie führte zu einer Flucht ins Privatleben und zum allgemeinen Desinteresse am politischen Geschehen.

## Textbeispiele
„Die Entwicklung nach Januar 1968 bestätigt, dass die Rechte einen gezielten Angriff auf alle Grundwerte und Normen des Sozialismus geführt und die Partei und das gesamte politische sozialistische System systematisch zersetzte. Dieser breit angelegte Angriff wurde durch die Tatsache begünstigt, dass A. Dubček, der zunächst das Vertrauen sowohl in der Partei als auch im Land hatte, sich allmählich von marxistisch-leninistischen Positionen zurückzog, in das Schlepptau rechter opportunistischer und antisozialistischer Kräfte geriet, bis er schließlich zu ihrem Symbol wurde.“
„Die außenpolitische Konzeption der Rechten, die das Ergebnis der konterrevolutionären Entwicklung in der ČSSR war, führte in ihrer Konsequenz nicht nur zu einer Bedrohung der inneren Stabilität und Sicherheit des Staates und seiner Souveränität …, sondern auch zur Bloßstellung der westlichen Grenzen des sozialistischen Lagers, dessen fester Wall die Tschechoslowakei an der Grenze des sozialistischen und kapitalistischen Systems in Europa sein sollte. Die Verteidigung und Erhaltung des Sozialismus in unserem Land betraf deshalb nicht nur die unmittelbaren Interessen der Kommunistischen Partei der Tschechoslowakei und unserer Werktätigen, sondern wurde notwendigerweise zu einer gemeinsamen Angelegenheit der sozialistischen Staaten, der brüderlichen Parteien dieser Länder und der gesamten kommunistischen Bewegung.“
„Das Zentralkomitee der Kommunistischen Partei lehnt den abstrakten Begriff der Souveränität des sozialistischen Staates ab, den im Interesse der Täuschung der Massen die Propaganda der Bourgeoisie verbreitet, und gründet sich auf Positionen, die auch in der Frage der Souveränität der Klasse und dem internationalen Charakter des sozialistischen Staates entsprechen.“
„Die konterrevolutionäre Rolle der Medien führte nach dem 21. August 1968 zu einem Sturm chauvinistischer Demagogie, um die tschechoslowakischen Bürger daran zu hindern, die richtige Trennlinie des Klassenkampfes zu erkennen. … Auch viele ehrliche Kommunisten und ehrliche Bürger unserer Republik erlagen dieser Atmosphäre, und … waren nicht in der Lage, schnell die wirkliche Wahrheit zu erkennen. Viele von ihnen haben Taten begangen, die ihren wahren Überzeugungen widersprachen. Allmählich überzeugten sie sich … von der Richtigkeit der internationalen Hilfe der Verbündeten, bedauern aufrichtig ihre damaligen Einstellungen und Handlungen und bringen ihre Hingabe an die Sache des Sozialismus mit ehrlicher Arbeit zum Ausdruck.“